# Golfinho fluvial
Os golfinhos fuviais são um grupo polifilético de mamíferos totalmente aquáticos que residem exclusivamente em água doce ou salobra. Eles são um agrupamento informal de golfinhos, que por sua vez é um grupo parafilético dentro da infraordem Cetacea. Os botos de rio existentes são colocados em duas superfamílias, platanistoidea e inioidea. Eles compreendem as famílias existentes Platanistidae (os golfinhos indianos) (família do Velho Mundo), Iniidae (os golfinhos amazônicos) e Pontoporiidae (os golfinhos salgados) (famílias do Novo Mundo). Existem cinco espécies existentes de golfinhos fuviais. Os botos de rios, ao lado de outros cetáceos, pertencem ao clado Cetartiodactyla, com Artiodátilos, e seus parentes vivos mais próximos, os hipopótamos, dos quais divergiram há cerca de 40 milhões de anos.
Em 2021, pesquisadores propuseram que as duas subespécies do golfinho do rio sul asiático (Platanista gangetica) - o golfinho do rio Indus (Platanista gangetica minor) e o golfinho do rio Ganges (Platanista gangetica gangetica) - deveriam ser reconhecidas como espécies completas distintas. O golfinho do rio sul asiático é o parente vivo mais próximo do extinto Arktocara yakataga.